# Aiguá
Aiguá è un comune dell'Uruguay, situato nel Dipartimento di Maldonado.